# Ajai Siang
Ajai Siang is een bestuurslaag in het regentschap Lebong van de provincie Bengkulu, Indonesië. Ajai Siang telt 465 inwoners (volkstelling 2010).